# Carl-Henrik Wittrock
Carl-Henrik Veit Tore Wittrock, född 26 januari 1915 i Stockholm, död där 19 mars 1997, var en svensk lärare och översättare från tyska. Han är far till Björn Wittrock och Martin Wittrock.

## Biografi
Son till Henrik Wittrock och hans hustru Ebba, född Palm. Fil.mag. 1938, fil.lic. 1944, filosofie hedersdoktor i Uppsala 1982, lektor vid Uppsala universitet 1954–1955, lektor Statens normalskola 1957–1966, Lärarhögskolan i Stockholm 1967–1979. Ordförande Sveriges yngre lärares förening 1947–1948, internationell sekreterare Lärarnas Riksförbund 1951–1968, ledamot av Svenska Unescorådet 1954-1971, sekreterare i Skolöverstyrelsens glesbygdsutredning 1957–1959 och i 1960 års lärarutbildningssakkunniga 1960–1963. Gift 1942 med fil.mag. Irma Lundgren (1913–1989), dotter till avdelningschef Adolf Lundgren och hans hustru Julia, född Palm. Makarna Wittrock är begravda på Skogsö kyrkogård.

## Översättningar
- Julchen Bloom: Lekar och spel i engelskundervisningen (Lernspiele im Englischunterricht) (övers. från tyskan av Carl-Henrik och Göran Wittrock) (Gleerups, 1952)
- Paul Celan: Dikter (FIB:s lyrikklubb, 1972)
- Rainer Maria Rilke: Dikter (urval och inledning av Carl-Henrik Wittrock, tolkningar av Erik Blomberg [och 15 andra, däribland Wittrock]) (FIB:s lyrikklubb, 1978)
- Erich Fried: "Tre dikter". I tidskriften Lyrikvännen, 1970: nr 2, s. 6-7

## Priser och utmärkelser
- 1978 – De Nios översättarpris
- 1982 – Filosofie hedersdoktor vid Uppsala universitet